# یواس‌اس مایرانت (دی‌دی-۳۱)
یواس‌اس مایرانت (دی‌دی-۳۱) (به انگلیسی: USS Mayrant (DD-31)) یک کشتی بود که طول آن ۲۹۳ فوت ۱۱ اینچ (۸۹٫۵۹ متر) بود. این کشتی در سال ۱۹۱۰ ساخته شد.